# 张黄江
张黄江，位于中华人民共和国广西壮族自治区浦北县南部，是南流江右岸支流，发源于浦北县龙门镇大坡村大漏岭，蜿蜒向南流经龙门镇、张黄镇等地，于泉水镇江口汇入南流江。河长52.43千米，落差385米，平均比降1.16‰，流域面积423.54平方千米。年均径流量3.4亿立方米。流域内农产丰富，中游张黄镇盛产竹和竹制品，有“竹子之乡”之称。